# Мориц Вилхелм (Саксония-Мерзебург)
Мориц Вилхелм фон Саксония-Мерзебург (на немски: Moritz Wilhelm von Sachsen-Merseburg; на латински: Mauritius Wilhelmus; * 5 февруари 1688, Мерзебург; † 21 април 1731, Мерзебург) от рода на Албертинските Ветини, е 4. херцог на Саксония-Мерзебург (1694 – 1731).

## Живот
Той е петият син (но вторият жив) на херцог Кристиан II фон Саксония-Мерзебург (1653 – 1694) и съпругата му Ердмута Доротея (1661 – 1720), дъщеря на херцог Мориц фон Саксония Цайц и втората му съпруга Доротея Мария фон Саксония-Ваймар.
На шест години той последва в княжеството Мерзебург най-големия си брат Кристиан III Мориц, който след 25 дена управление умира на 14 ноември 1694 г. До 1712 г. той е под главното опекунство на роднината му саксонския курфюрст Фридрих Август I, до 1709 г. и под опекунството на майка му Ердмута Доротея и чичо му Август фон Саксония-Мерзебург-Цьорбиг (1655 – 1715).
Мориц Вилхелм се жени тайно на 4 ноември 1711 г. в Идщайн за Хенриета Шарлота (* 9 ноември 1693; † 8 април 1734), дъщеря на княз Георг Август фон Насау-Идщайн. Бракът е бездетен. Тя има с оберхофмаршал Фридрих Карл фон Пьолниц (1682 – 1760) дъщеря – Фридерика Улрика (*/† 23 юни 1720, Мерзебург), принцеса на Саксония-Мерзебург.
Мориц Вилхелм помага на хората на изкуството и науката. Умира на 21 април 1731 г. на 43 години и е погребан в оловен ковчег в княжеската гробница в катедралата на Мерзебург. Понеже няма мъжки наследник и по-малкият му брат Фридрих Ердман е умрял през 1714 г., той е наследен на трона от чичо му Хайнрих (1661 – 1738), който е основал клона Шпремберг.